# Madjdud ibn Masud
Majdud ibn Massud fou un príncep gaznèvida, pretendent al sultanat, que era fill de Masud I ibn Mahmud.
Després de la derrota davant el seljúcides a la batalla de Dandankan (maig de 1040) el sultà Masud I ibn Mahmud es va retirar a l'Índia però després de creuar l'Indus en direcció a Marikala i Lahore, fou deposat per l'exèrcit (desembre de 1040) i fou proclamat sultà el seu germà ceg Abu Ahmad Muhammad ibn Mahmud, però eren els emirs de l'exèrcit els que dominaven la situació. Ahmad, el fill de Muhammad, el gener de 1040 va fer matar Masud que havia estat tancat a la fortalesa de Girf. Les forces militars van retornar cap a Gazni on mentre s'havia fet proclamar sultà Mawdud ibn Masud, el fill gran de Masud I que havia retornat de Balkh amb l'exèrcit que lluitava contra els seljúcides. Mawdud va sortir de Gazni cap a l'est i es van trobar prop de Jalalabad (Nangarhar), a un lloc anomenat Nagrahar, on Mawdud va obtenir la victòria (març de 1041). Fatahbad fou fundada en aquest lloc en honor de la victòria obtinguda. Muhammad ibn Mahmud, el seu fill Àhmad ibn Muhàmmad i tots els altres fills menys un foren capturats i executats per orde de Mawdud ibn Masud per haver tingut part en l'assassinat del seu pare. Tots els implicats "turcs i tadjiks" foren executats. Fou llavors quan es va saber que a Multan, un altre fill de Masud de nom Madjdud, estava revoltat i reclamava la corona. No és clar si s'havia revoltat a la mort de Masud I o contra el seu germà, però el cert és que es va informar que havia sotmès la província de Sawalak a l'est de l'Indus, que havia estat conquerida pocs anys abans per Masud I.
Sobtadament el mateix 1041, Madjdud va morir, sospitant-se que la causa fou un enverinament perquè quasi al mateix temps va morir el seu visir. Encara que Mawdud no fou acusat pels historiadors, no hi ha dubte que la mort del seu germà li va venir molt bé per consolidar el seu poder, especialment considerant que el seu germà Madjdud era més popular i tenia molt de suport entre les tropes.